# 大崎上島

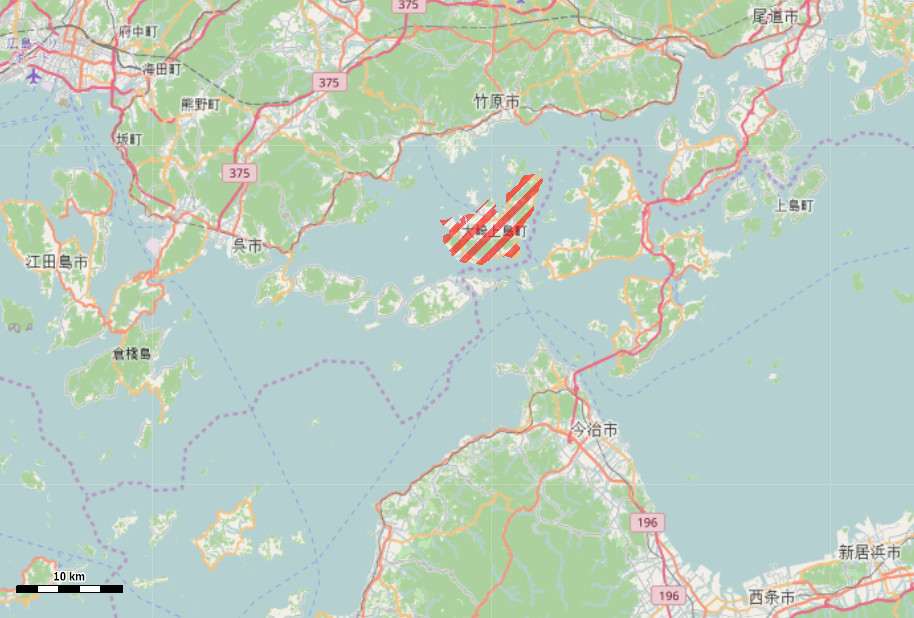
周辺

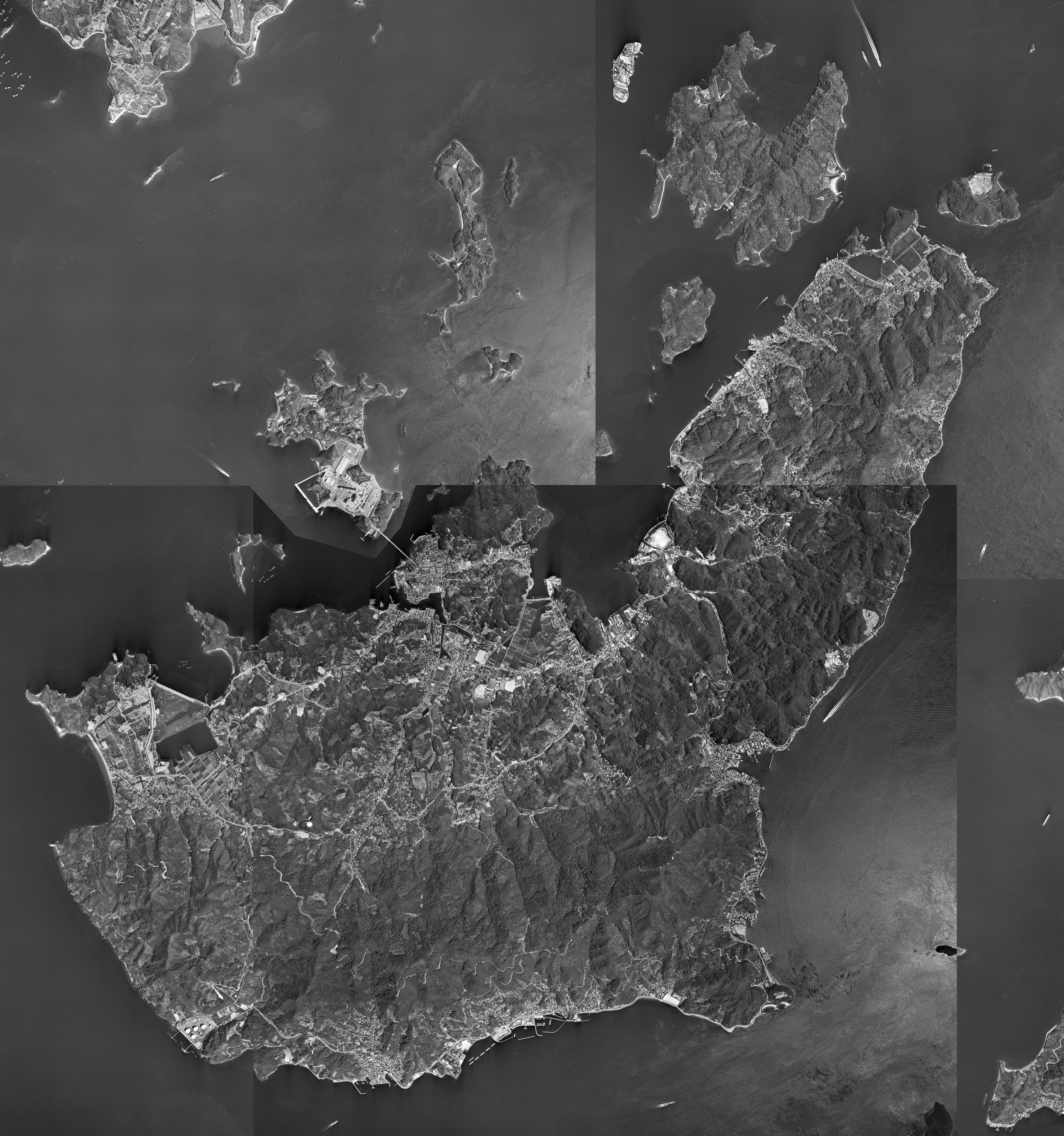
2006年

大崎上島（おおさきかみじま）は、瀬戸内海芸予諸島の島。広島県豊田郡大崎上島町に属する。

## 地理
本州竹原市から南に約10kmに位置する。広島県内の島では江田島・能美島、倉橋島につぐ面積であるが、上位2つが離島架橋として本州と繋がっているが大崎上島は繋がっていない。瀬戸内海で見ると小豆島に次いで2番目の大きさの離島であり、離島振興法指定離島である。
上大崎群島の中心であり、周囲には生野島・長島・契島の有人島のほか佐組島・臼島・船島・折免島・津久賀島などの無人島と20以上の小島が点在している。少し離れた南西側が呉市の大崎下島。東側から南側にかけて愛媛県になり、東隣が大三島、南隣が大下島・岡村島になる。島の北側の海域が国の天然記念物のスナメリ回遊海面、北東側が日本百景忠海海岸になる。
面積は38.27km2 （2014年10月時点）。北東-南西方向に長く伸び、南北約8km・東西約9km 。最高峰は神峰山452.6m 、瀬戸内海国立公園特別地域に指定されている。島全体はほぼ丘陵地で平野は狭い。島の東側は脊梁を形成し海岸まで迫り平地は狭く、入江に集落が点在する。一方で島の西側は干拓から形成された平野が比較的あり、島の中心になる。海岸線はほぼ入り込んでいる。気候区分は瀬戸内海式気候。地質はほぼ花崗岩。
島内人口8,353人（2010年末現在）。2000年から2010年の間で人口は16.2%の減少、2010年高齢化率43.0%。少子高齢化が進んでいる。
行政区分は、全島域が豊田郡大崎上島町。以下、郵便番号順で住所を列挙する。
- 725-0231 東野 ひがしの
- 725-0301 中野 なかの
- 725-0302 原田 はらだ
- 725-0303 大串 おおくし
- 725-0401 木江 きのえ
- 725-0402 沖浦 おきうら
- 725-0403 明石 あかし

役場は島の北西側の東野にある。
主幹産業は柑橘栽培を中心とした農業と、造船などの製造業。2010年現在の産業別就業者は、第1次580人（農業542人/漁業38人）・第2次868人・第3次2,089人。ただし2000年から2010年の間での各産業別就業者における減少率はどの産業も25%を超えており、すべての産業において著しい減少傾向にある。
上水道は本州側からの海底送水管で結ばれており、2012年現在普及率99% 。下水道は処理区域人口普及率で2012年現在68.0%、ただし、し尿の計画収集率/生活排水処理の水洗化率はともに100% 。医療機関は、診療所が6ヶ所、歯科4か所、病床数は45床。救急医療にヘリ輸送も整備されている。携帯電話・光ファイバーなどの情報ネットワーク網は構築されている。本州および他島からの交通手段が渡船に限られている。

## 歴史

### 古代
弥生時代以前の遺跡は、上大崎群島内の生野島や臼島では発見されているが、大崎上島では発見されていない。特に生野島では沿岸全周で縄文時代から弥生時代の遺跡が発見されており中には製塩土器も見つかっているが、その西側対岸にあたる大崎上島の垂水では全く発見されていない。
大崎上島で埋蔵文化財が出てくるのは古墳時代のものになる。それも西側に偏っている。代表的なものが大串の瀬井遺跡と長松遺跡で、ともに製塩土器が発見されており、少なくともこの時代から塩作りが行われていた事になる。古墳も同様に西側に点在し、いずれも小規模のものである。瀬井には瀬井1号から4号古墳があり、1・3・4号は箱式石棺、2号のみ横穴式石室、4号のみ大崎上島町史跡で別名尾辺ヶ鼻古墳と呼ばれ石棺長さ1.7m×幅0.4mで頭部には朱塗りされ人骨も発見されている。その他、中野の黒崎遺跡（箱式）、同じく光金谷古墳が町史跡。

### 荘園と海賊衆
中世、この島は「大崎荘」という荘園であった。記録によると、建長5年（1253年）近衛家領に大崎荘の名が出てくる。時代が下ると、康正元年（1455年）で大崎両荘（東・西荘）、文明12年（1480年）でこれに加え大崎中庄の名が記録に残る。
年貢は、瀬戸内海の他の島々と同様に「塩」であった。畿内に向け塩が運ばれたことにより交易網ができていき、その海路を水先人として取り締まる海賊衆が生まれるのである。この島にも海賊衆がおり、最終的には「大崎衆」と呼ばれた集合体となった。文禄4年（1595年）小早川古文書には大崎衆として、沖浦葛城主・土倉源右衛門、大崎東庄代官・有田善右衛門、大崎中庄代官・金山清兵衛、大崎西庄代官・田坂庄兵衛、の名が書かれている。
島全体に中世の城址が12ヶ所存在するが、これらは大崎衆のもの、あるいは安芸小早川氏と村上水軍などの伊予河野氏系海賊衆との縄張り争いの中で造られたものと推定されている。大崎衆は戦国時代になると忠海を拠点とした小早川庶家の浦宗勝の傘下に入ることとなり、小早川水軍そして毛利水軍に組み込まれることになる。記録によると、厳島の戦いの前には毛利方に組み込まれており、第一次木津川口の戦いなどに従軍している。天正16年（1588年）海賊停止令により海賊勢力は解体されることになる。木江は文禄・慶長の役において造船港となった。
中世から江戸時代初期まで大崎上島は「大崎島」の名で通っていた。例えば元和5年（1600年）の知行帳や、江戸時代初期の地誌である『藝備國郡志』にその名で記載されている。一方で現在の大崎下島は、中世までは「下島（あるいは御手洗島）」とよばれ伊予国三島領（大山祇神社領）であった。江戸時代に大崎上島・下島ともに広島藩蔵入地となった。大崎上島・下島の名が出てくる時期は不明だが少なくとも江戸時代のことで、例えば伊能忠敬『日本實測録』には「大崎上島、周廻一十二里一十一町七間」「大崎下島、周廻五里二十七町四十九間」で記載されている。

### 廻船と造船
江戸時代、この地は製塩や漁業が盛んであった。そして、島の北側は広島藩が大規模開発した竹原塩田と、広島藩支藩である三次藩唯一の年貢積出港であった忠海、島の南側は西廻り航路が創設され以降沖乗りの港としては広島藩随一となった御手洗と、周辺に広島藩交易網の重要地があったことからこの島では廻船操業および造船が主幹産業となった。幕末期には島民殆どが廻船操業に絡んでおり、忠海廻船問屋の幕末期の取引記録によると「大崎島」の客船は100艘以上にも及びこれらは芸予諸島周辺で日用品の取引を行う小型廻船を運用していたと考えられている。造船は広島藩内では元々倉橋島が中心であったが、時代が下るとこの島でも盛んになった。千石船も多数作られ船主も存在していたという。

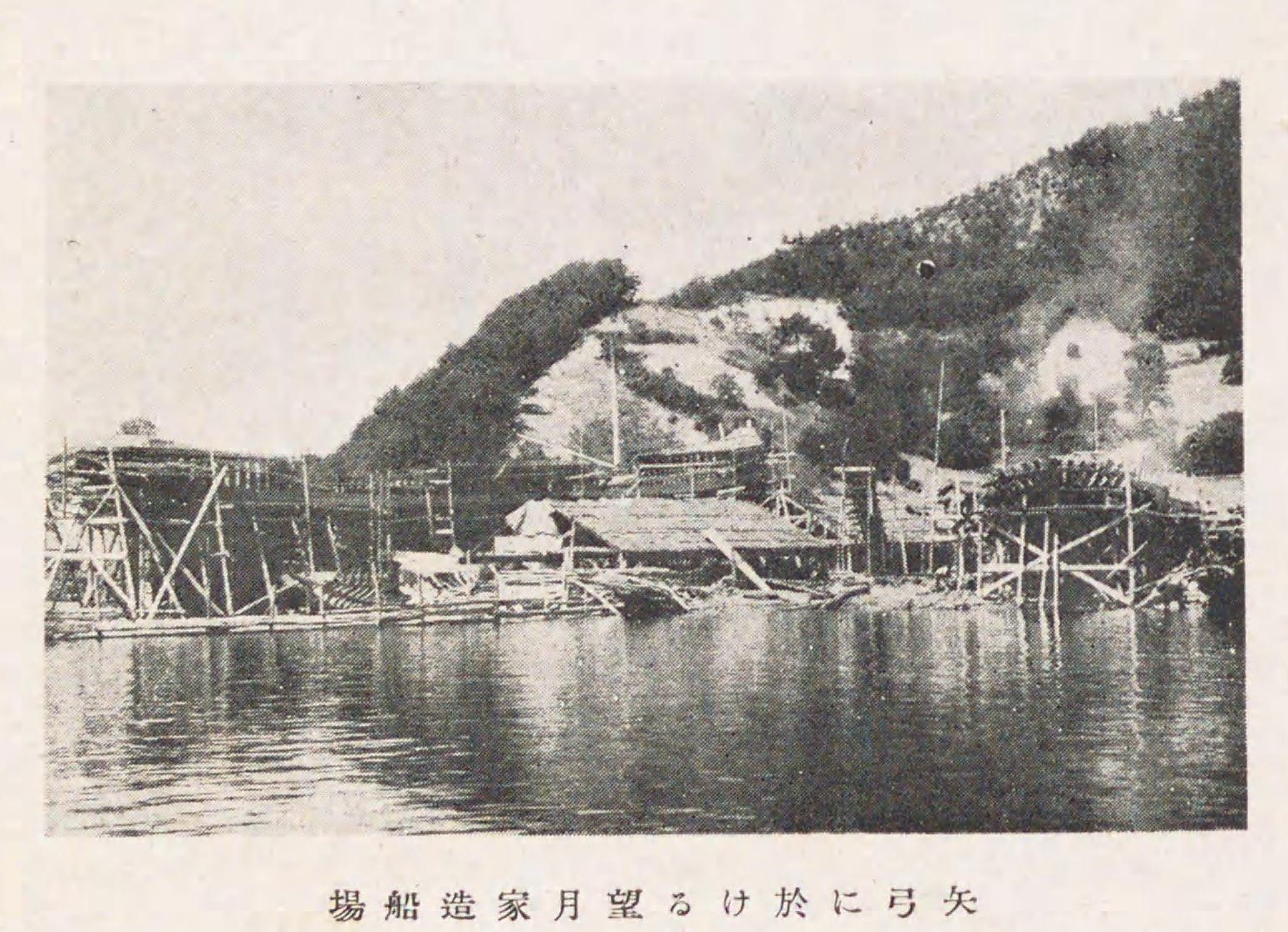
近代での大望月の造船場

その中の一つに、廻船問屋「御下屋」がある。この家は望月家といい、幕末から明治時代に入ることになると島屈指の廻船問屋となった。この望月家が明治期に長崎の高島炭鉱や松島炭鉱（現三井松島産業）からの石炭輸送を一手に引き受けることになると、島内、特に木江は近畿へ向かう石炭輸送の中継基地として栄えた。望月家は政治家一家であり、望月圭介を輩出している。
そして近代には木造船から近代的な鋼船建造へと移り変わる。これは一つに石炭輸送の中継基地となったこと、そして島の東側が"三原瀬戸航路"と呼ばれた近代における瀬戸内海の主要航路となったことから、時代の要求に合わせて変化したことによる。昭和期の一時、内航船造船で全国シェア30%近くを占めていた事もあった。ただオイルショック以降の造船不況が影響し衰退している。

### 架橋計画
大崎上島は、広島県内の離島としては最も大きい島である。昭和に入り幾つかの離島架橋計画の中に、あるいは平成の大合併にからみ周辺自治体との連携で架橋計画が挙がるものの、どれも実現には至っていない。2016年現在、大崎上島における唯一の離島架橋が、中国電力によって長島と結ばれた長島大橋のみになる。以下、架橋構想を列挙する。
- 安芸灘8号橋架橋構想[33] - 昭和47年（1972年）蒲刈群島を中心とした呉市東南部の架橋を目指す「広島県中部地域架橋促進期成同盟会」が結成され昭和54年（1979年）安芸灘諸島連絡架橋が正式決定した[31]。この中に8号橋として愛媛県の岡村島から繋ぐ計画が組み込まれている[31]。
- 本土架橋構想[33] - 元々は安芸灘9号橋として本州側とを結ぶ計画であり、平成6年（1994年）「大崎上島架橋構想促進協議会」が結成され独自に架橋ルートを選定した[31]。その中で竹原市から阿波島-佐組島を結ぶ架橋ルートに決定している[31]。
- 生野島架橋構想[33] - 生野島のみを結ぶ架橋計画もある。

### 教育の島へ
島には広島商船高等専門学校がある。開校のきっかけは明治時代、島では廻船操業が盛んだったところ1896年（明治29年）船舶職員令が改正され従来の船頭では近代船の船長になることができなくなった。そこで近代的な船舶ルールを学ぶ商船学校を設立することとなり、豊田郡内で最も船を持っていた東野村・中野村を中心に、大崎上島（東野・中野・大崎南）、大崎下島（御手洗・大長・久友・豊浜）、および周辺沿岸各町村（木谷・吉名・田之浦・佐江崎・須波）の13町村で学校組合を組織し、1898年（明治31年）組合立芸陽海員学校として創立した。のちに生口島、高根島、忠海町などの町村も組合に加わり甲種船長養成学校となり、1899年（明治32年）実業学校令に基づき芸陽商船学校に改名され、と現在まで続いている。
2013年（平成25年）政府は日本再興戦略の中で国際バカロレア認定校の大幅増を目指すと決定、その中で広島県教育委員会では併設型中高一貫校「（仮称）グローバルリーダー育成校」を新設する動きとなり、県内の各市町が誘致に動いた結果、大崎上島に決定した。その広島県立広島叡智学園中学校・高等学校は2019年（平成31年）開校した。

## 観光・文化

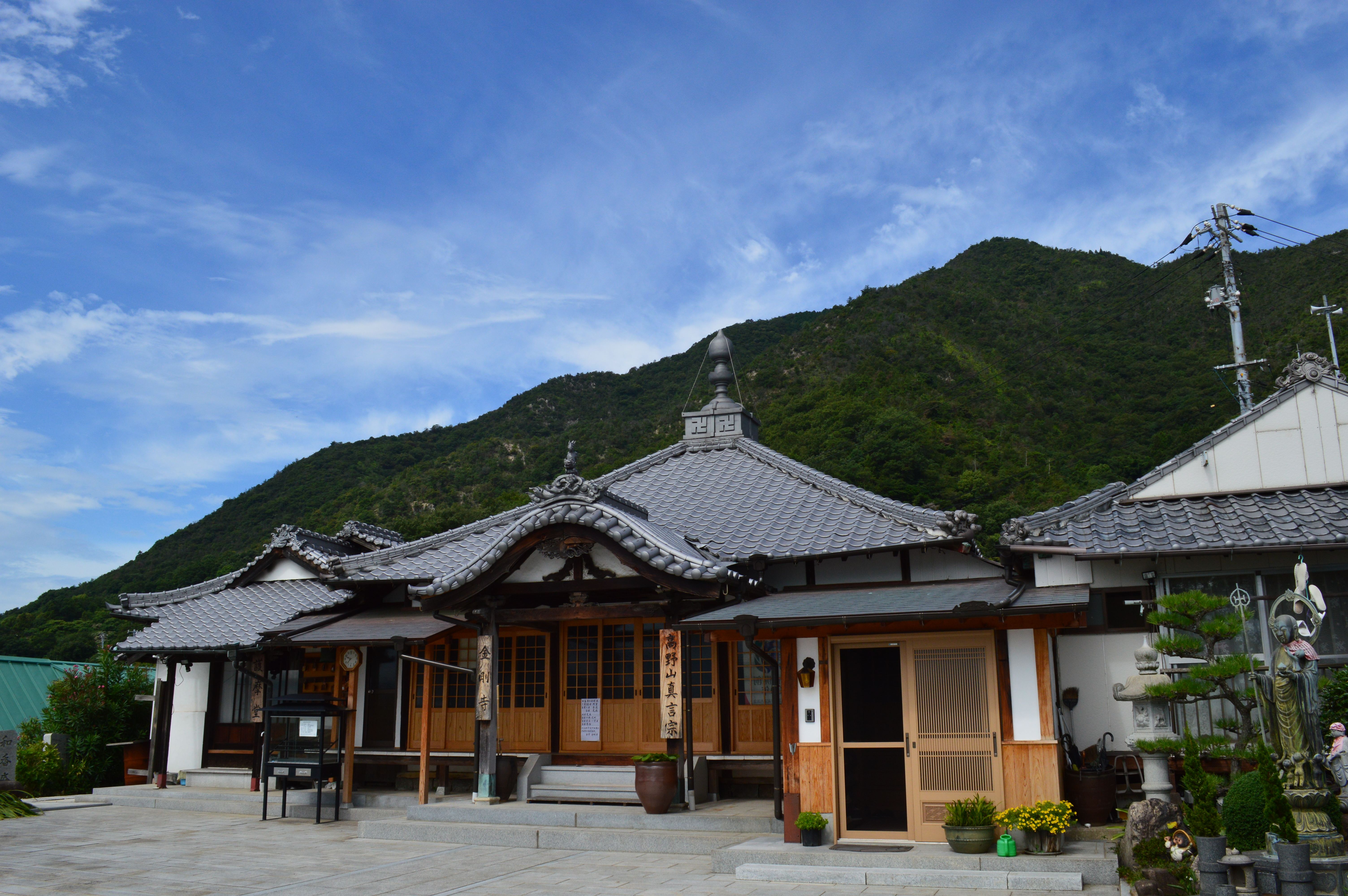
神峰山と金剛寺

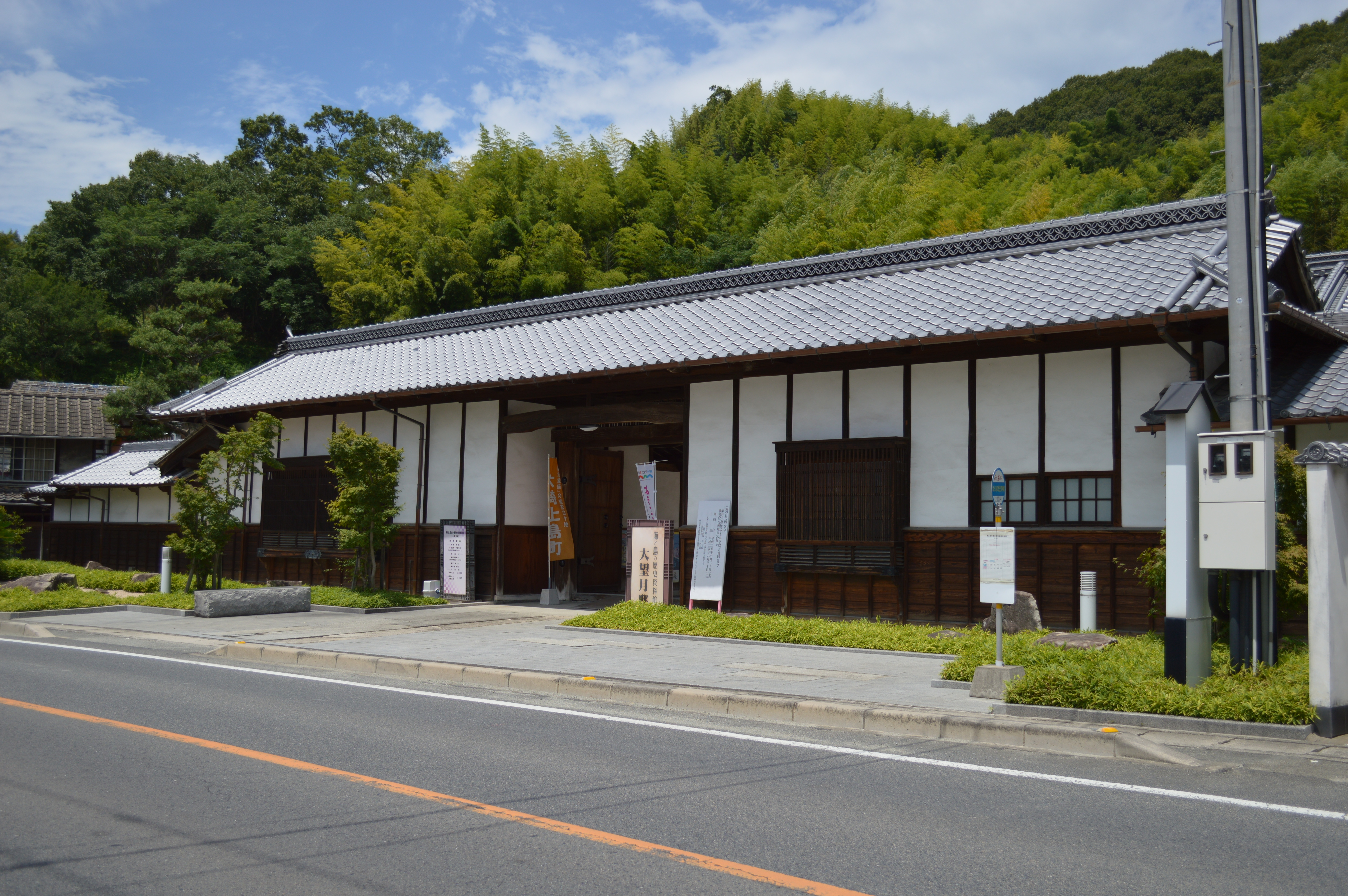
海と島の歴史資料館

### 文化財
- 国・県の文化財
  - 神峰山 - 瀬戸内海国立公園特別地域
  - 本山のシャシャンボ - 県指定天然記念物[39]
- 町の文化財、その他
  - 大崎上島櫂伝馬競漕 - 島の宝100景
  - 海と島の歴史資料館（大望月邸）
  - 金剛寺
  - 中ノ鼻灯台

### 名所
ここでは上記以外で町観光協会で紹介されている主な名所を列挙する。
- 木江の古い町並み
- 木江ふれあい郷土資料館
- かもめ館
- 弓張岩
- 種田山頭火句碑

### 温泉
- きのえ温泉
- 薬研谷温泉

### 作品・ロケ地
- 2013年
  - 東京家族（松竹）
  - 海の上の診療所（フジテレビ系「月9」枠）
- 2018年
  - 妻よ薔薇のように 家族はつらいよⅢ（松竹）[41]

## 交通
以下、町観光協会で紹介されている交通手段を列挙する。上記の通り、交通手段は渡船のみになる。
本州側から
- フェリー
  - 竹原港 - 白水港 - 垂水港 （山陽商船・大崎汽船）
  - 安芸津港 - 大西港 （安芸津フェリー）

- 高速船
  - 竹原港 - 鮴崎港 - 一貫目港 - 天満（木江）港 - 沖浦港 - 明石港（しまなみ海運）

大崎下島から
- フェリー
  - 小長港 - 明石港（しまなみ海運）

愛媛県側から
- フェリー
  - 今治港 - 宗方港 - 天満（木江）港（大三島ブルーライン）

町内
- フェリー
  - 白水港 - 生野島 - 契島 （大崎上島町営フェリー）
  - 白水港 - 契島 （契島運輸）

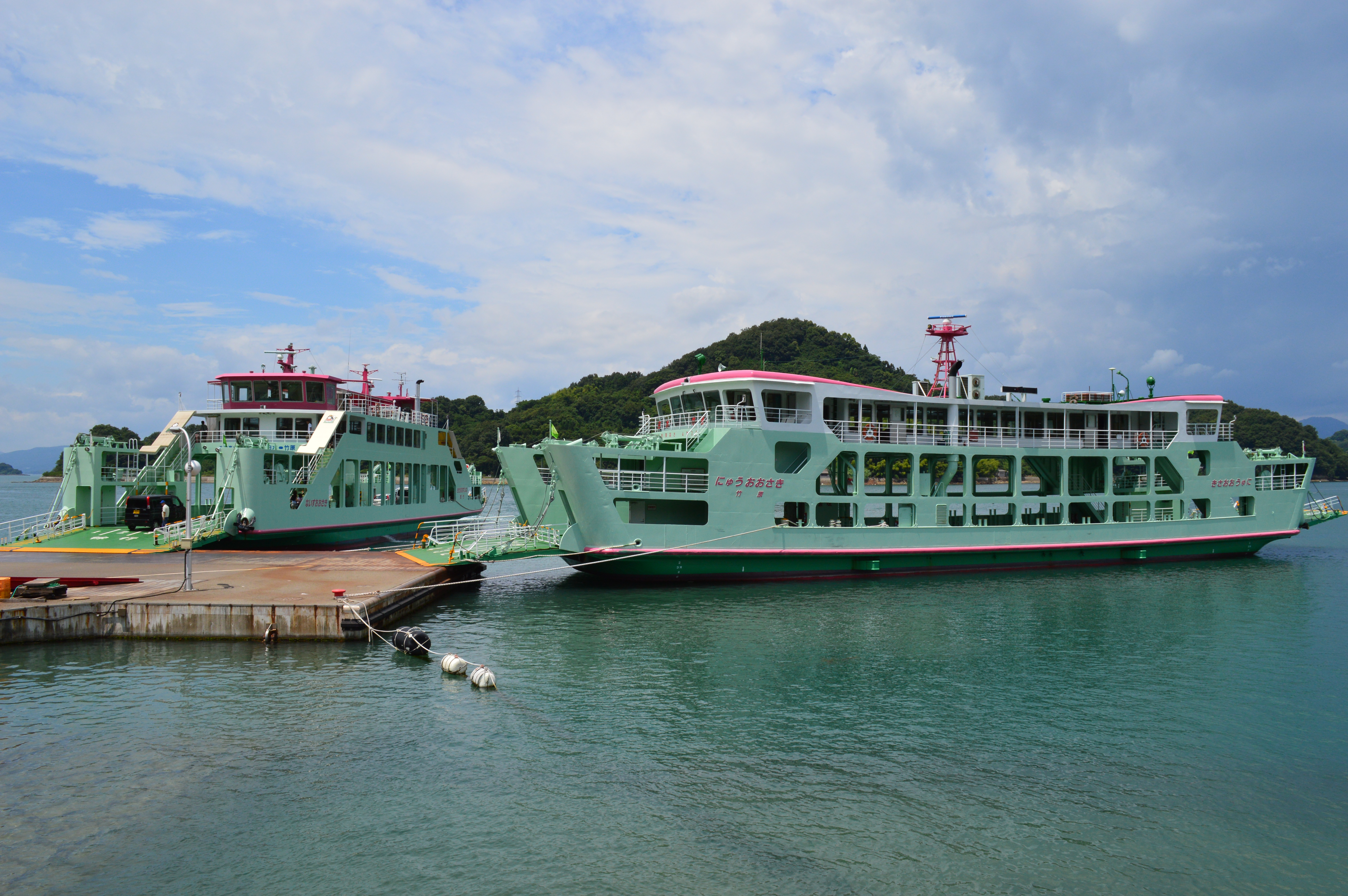
白水港
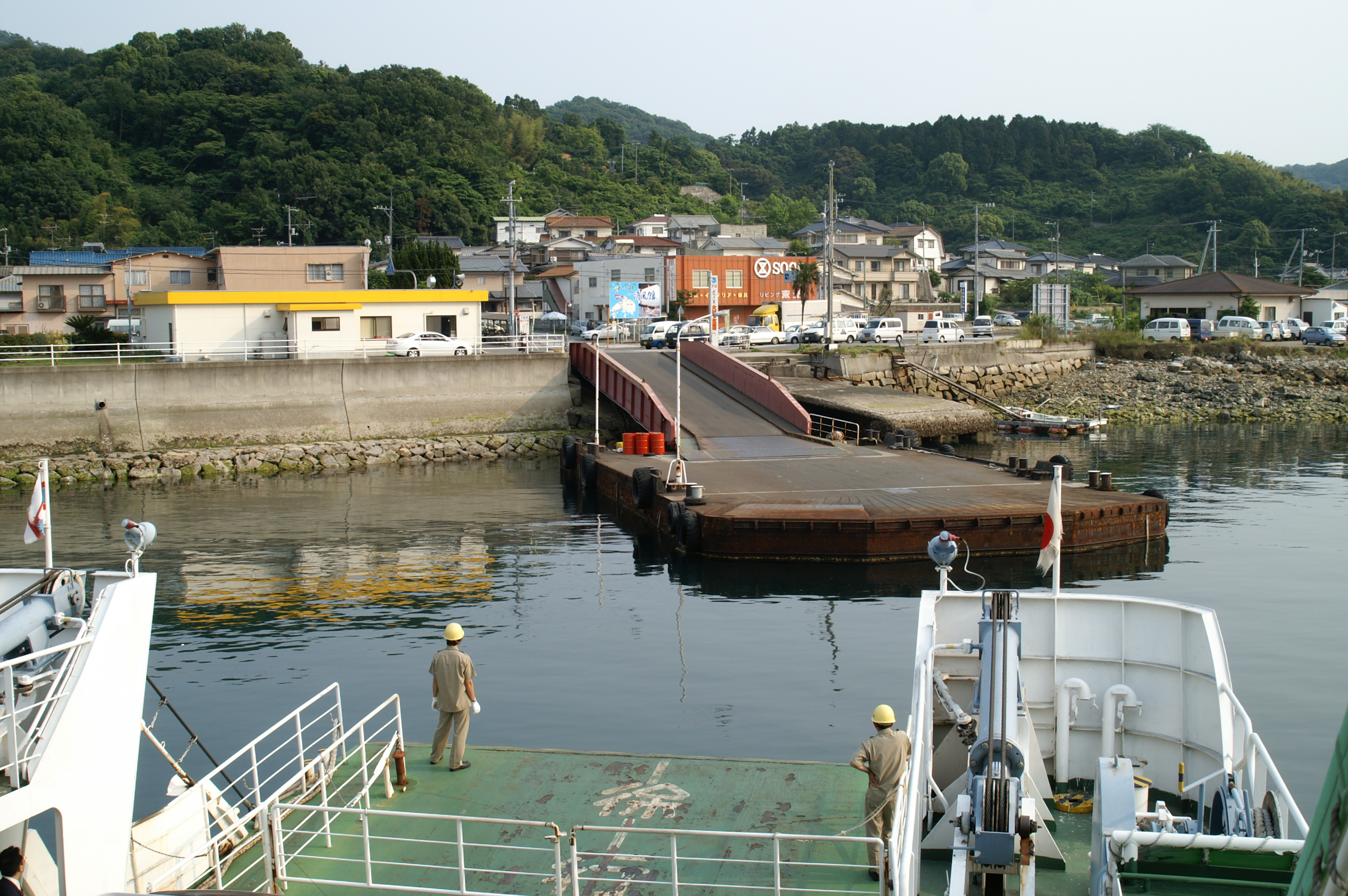
垂水港
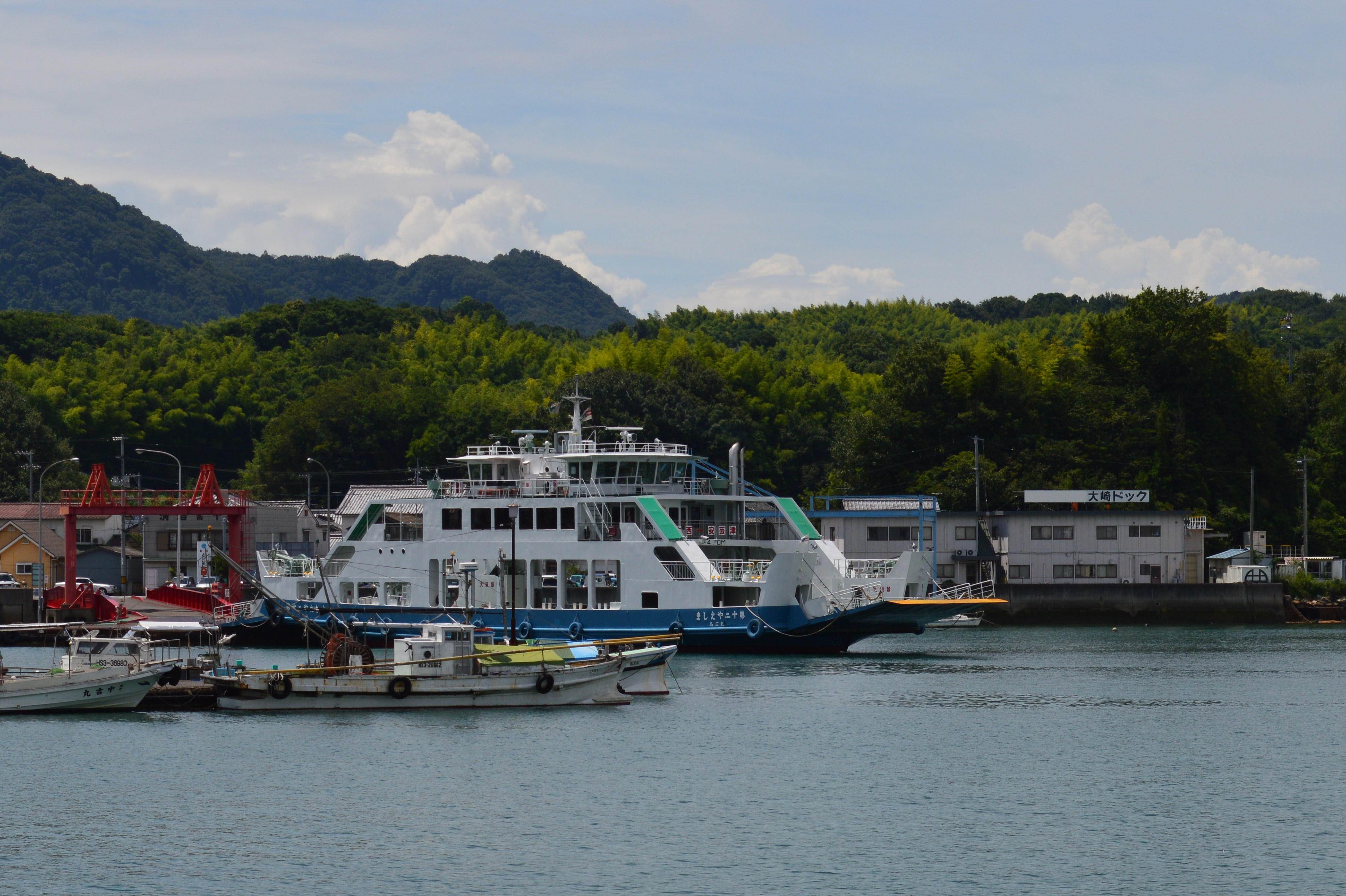
大西港
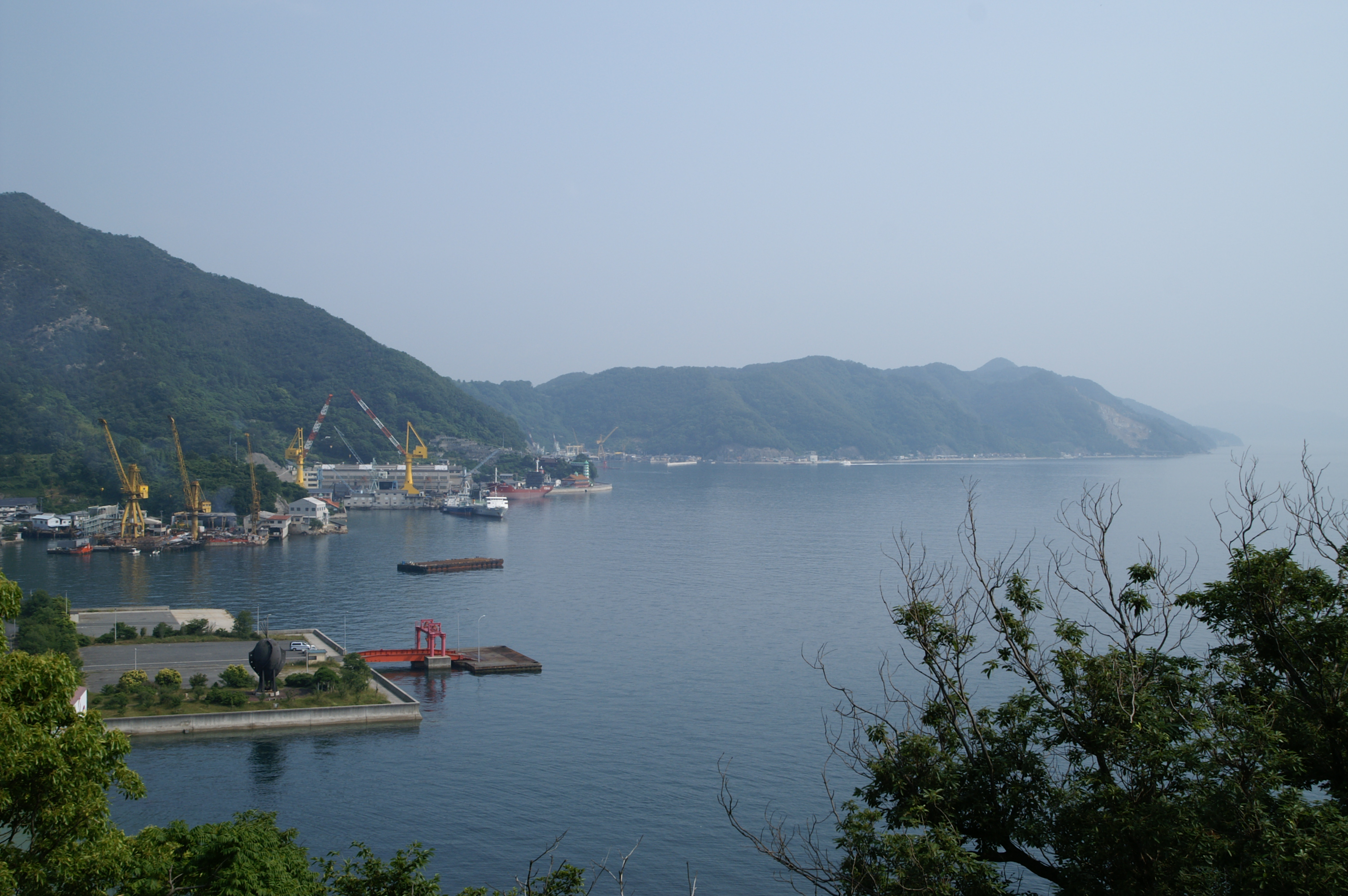
木江港

## ギャラリー

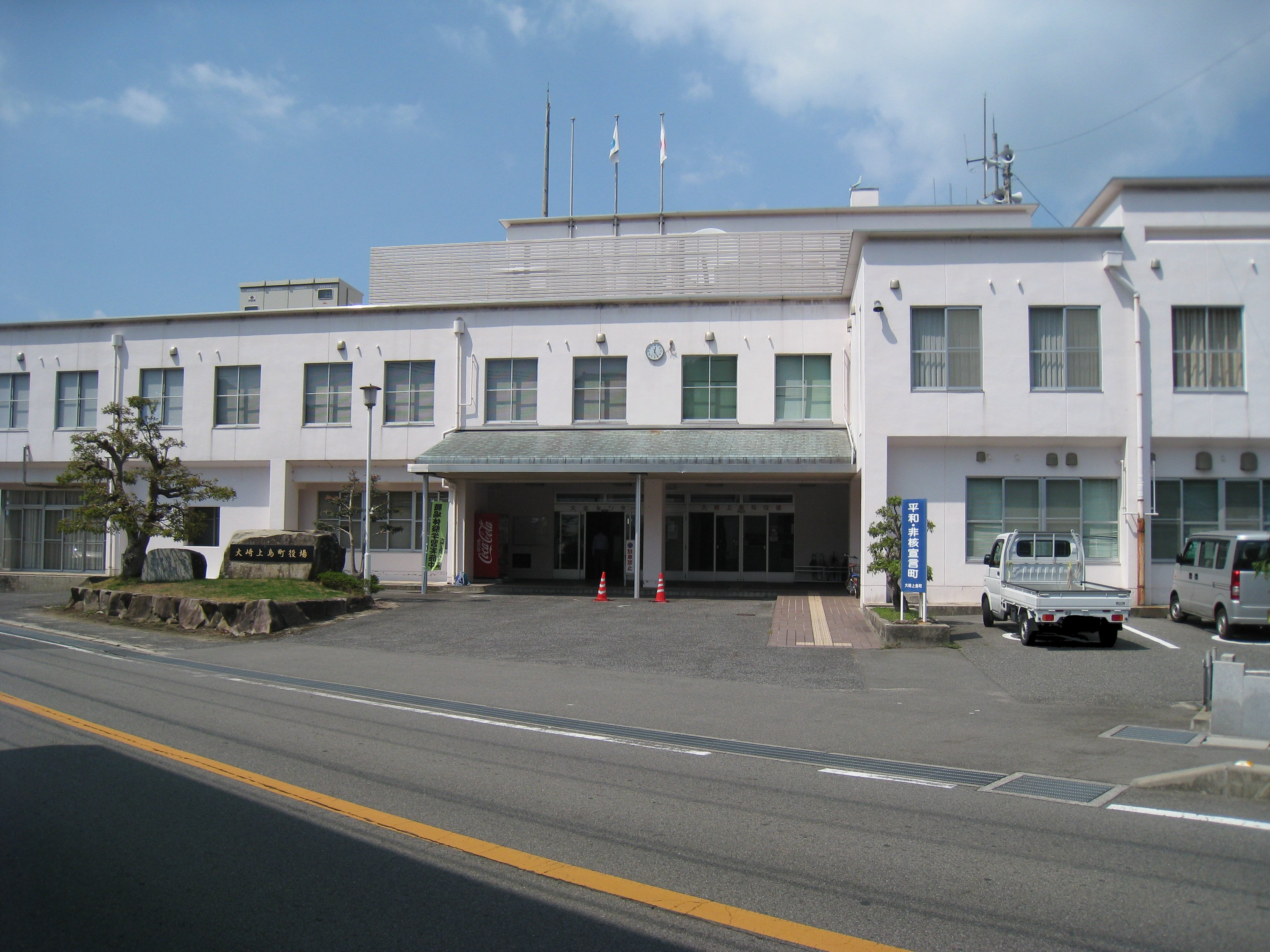
大崎上島町役場
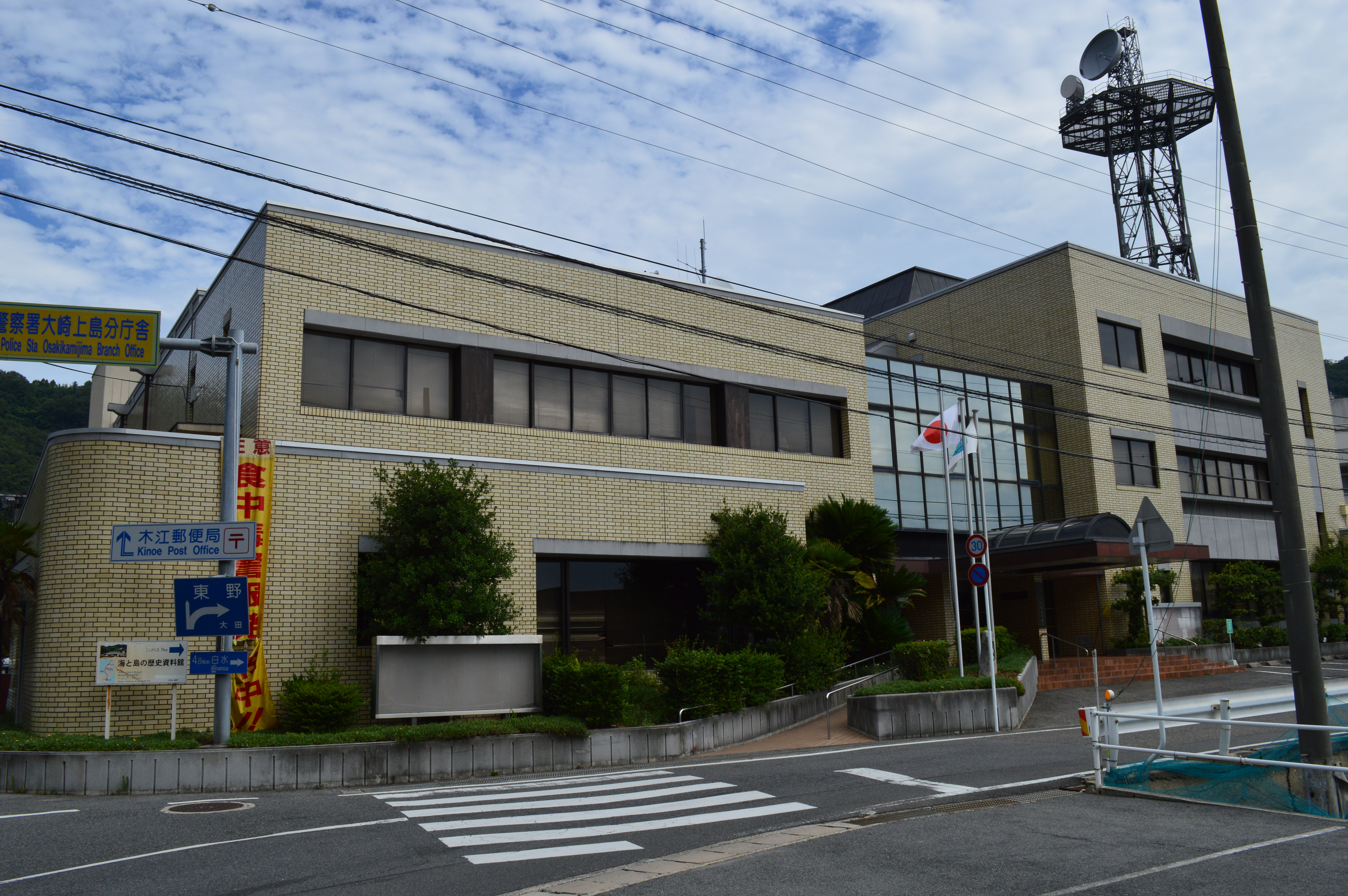
木江支所
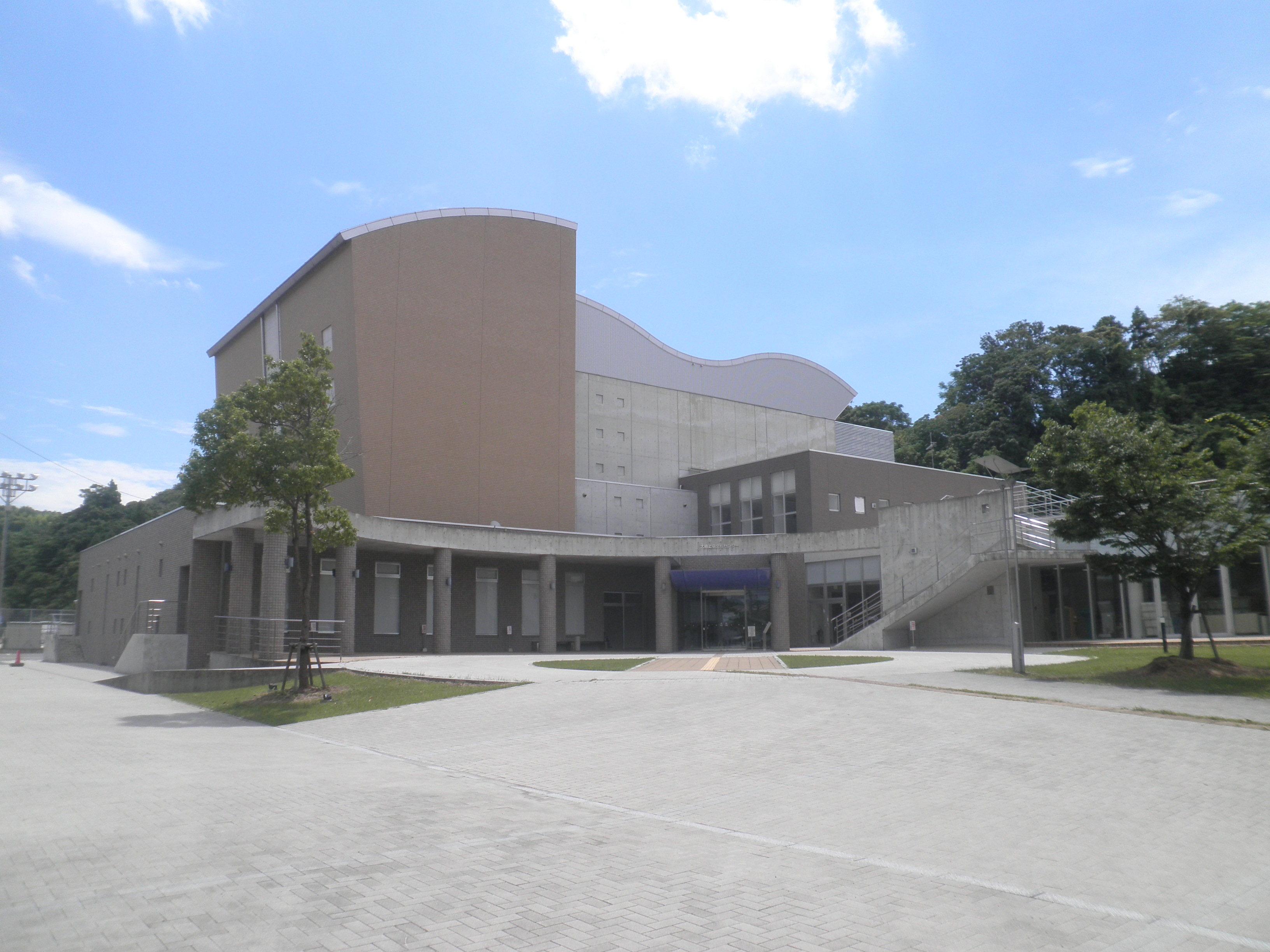
大崎上島文化センター
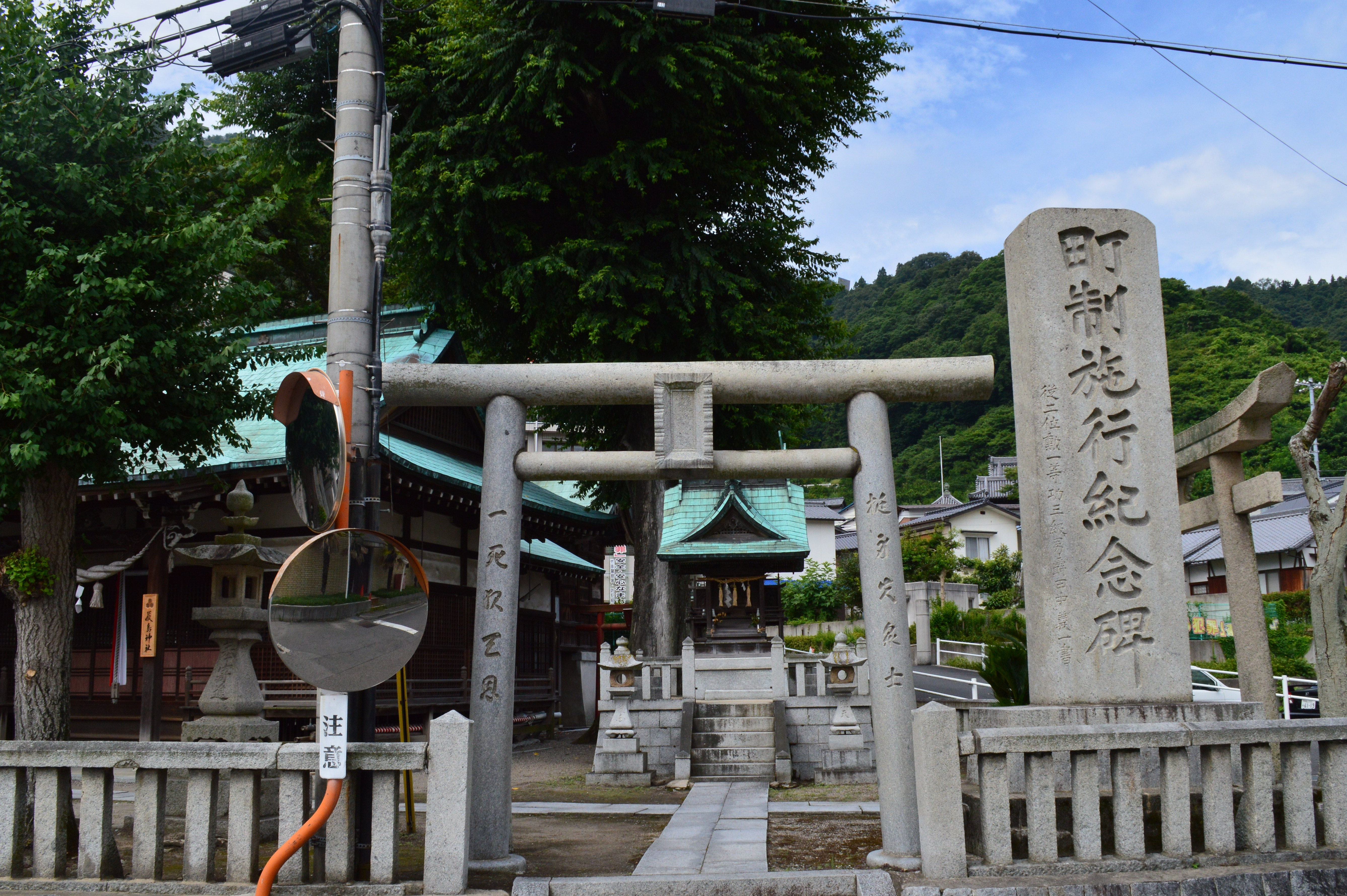
厳島神社
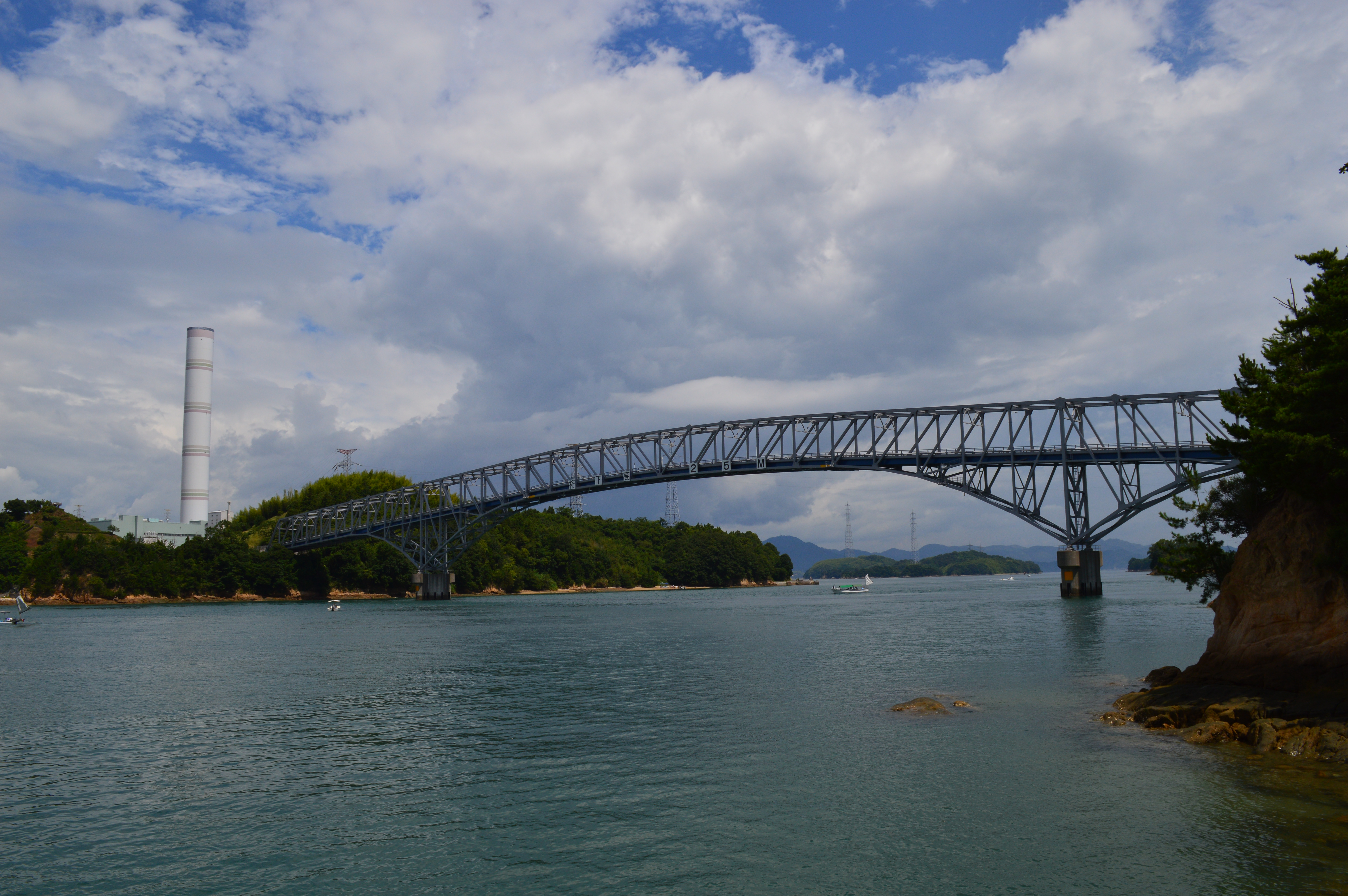
長島大橋
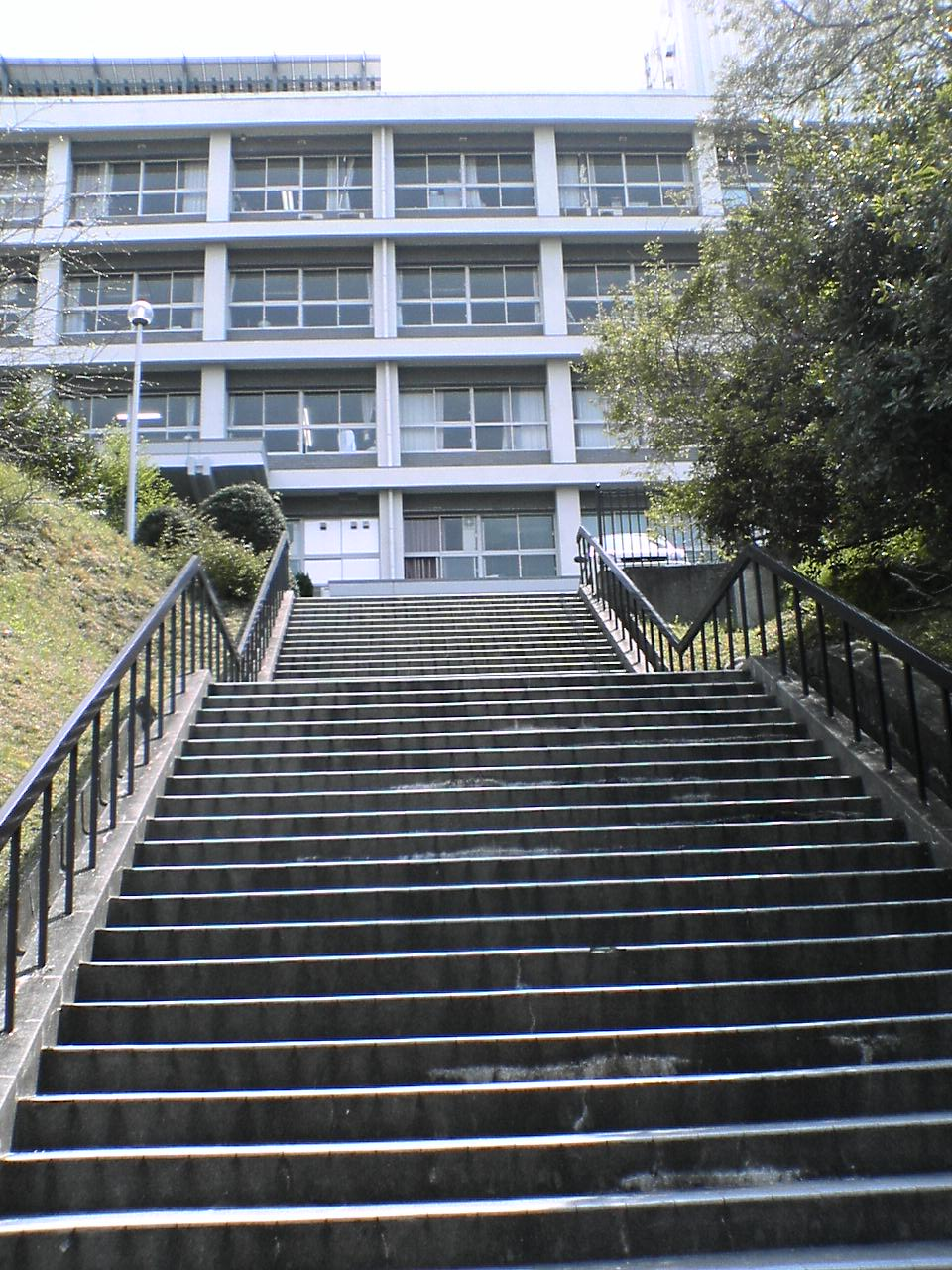
広島商船高等専門学校
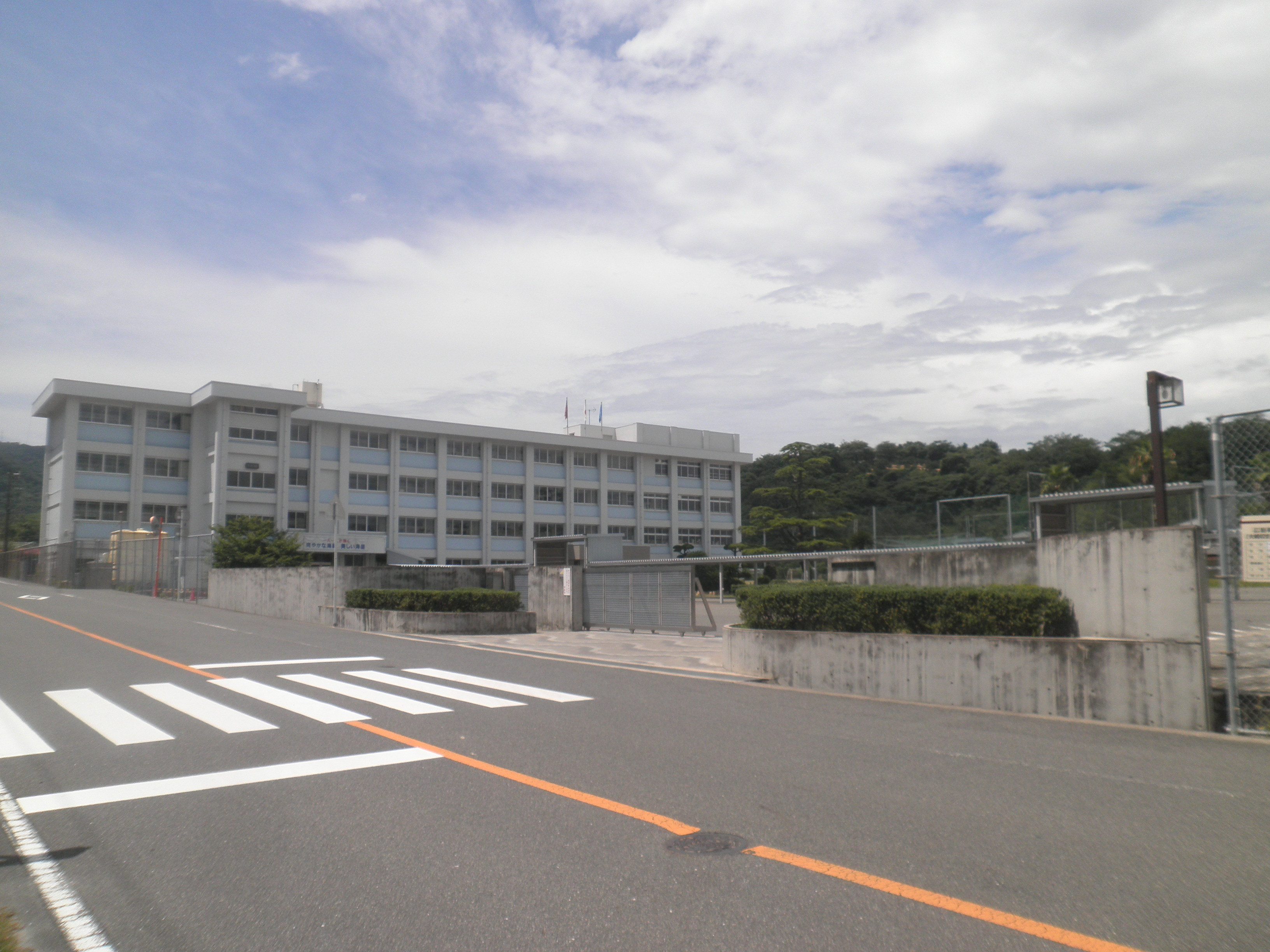
広島県立大崎海星高等学校
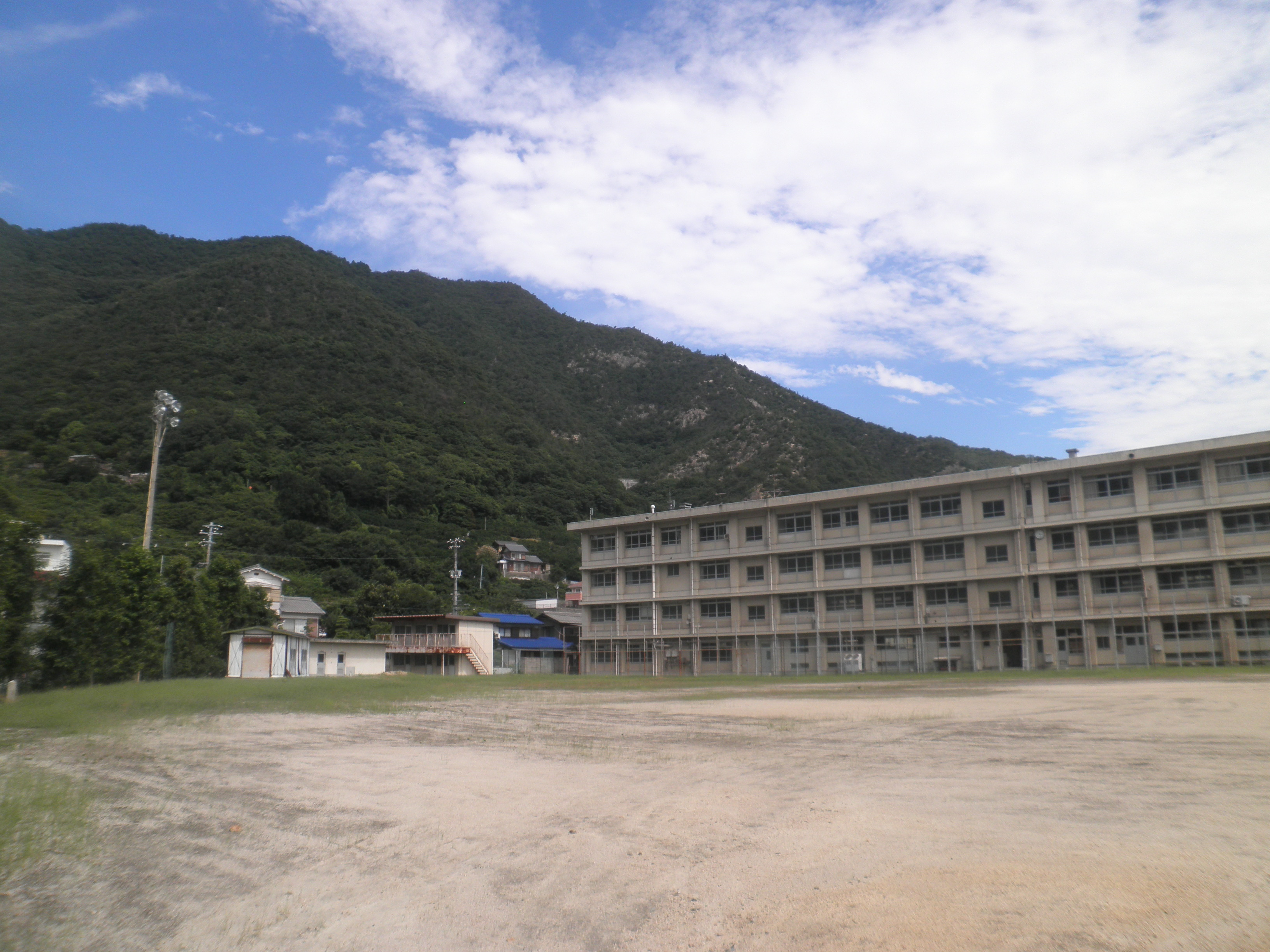
大崎海星高校木江校舎
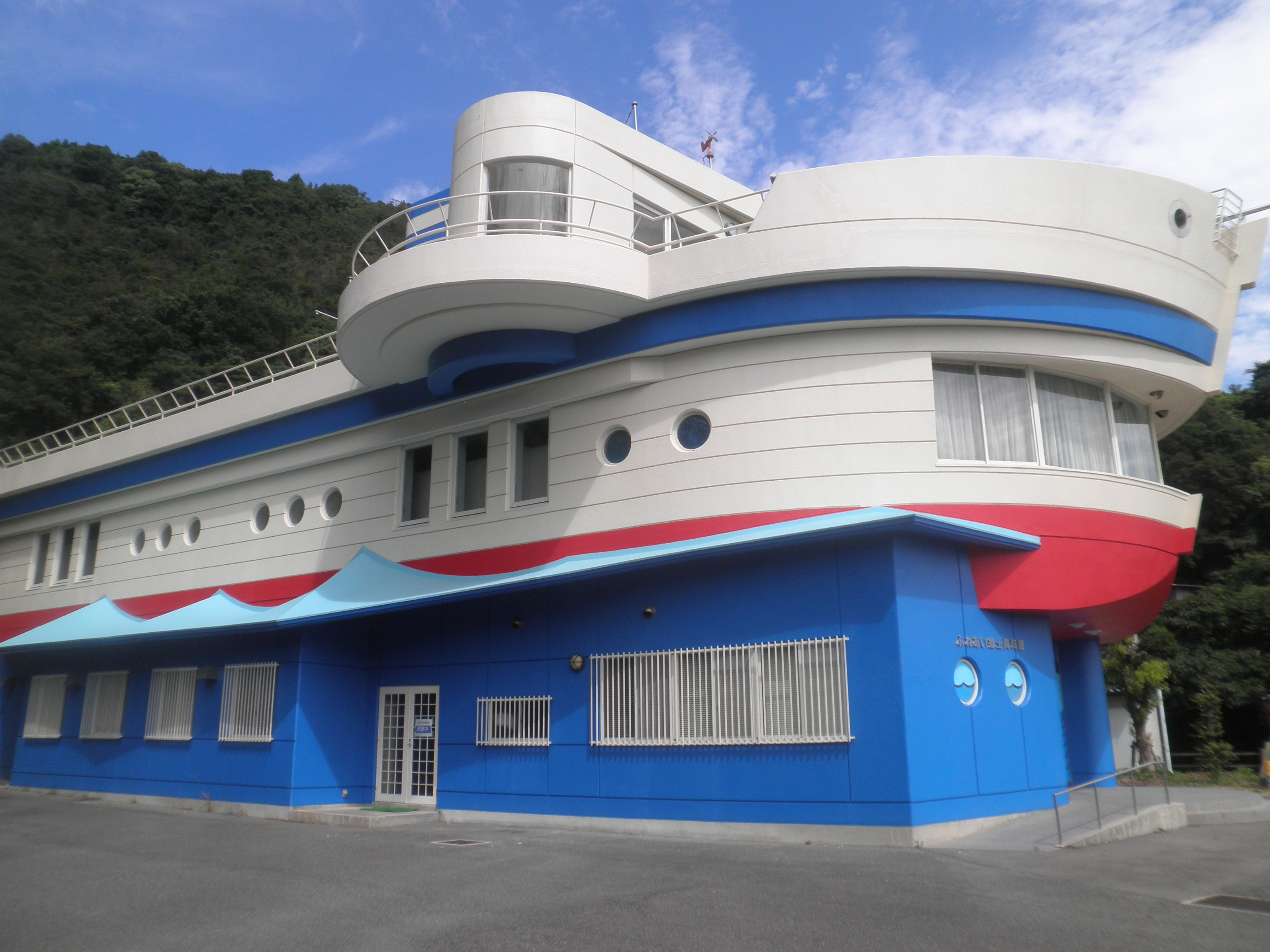
木江ふれあい郷土資料館
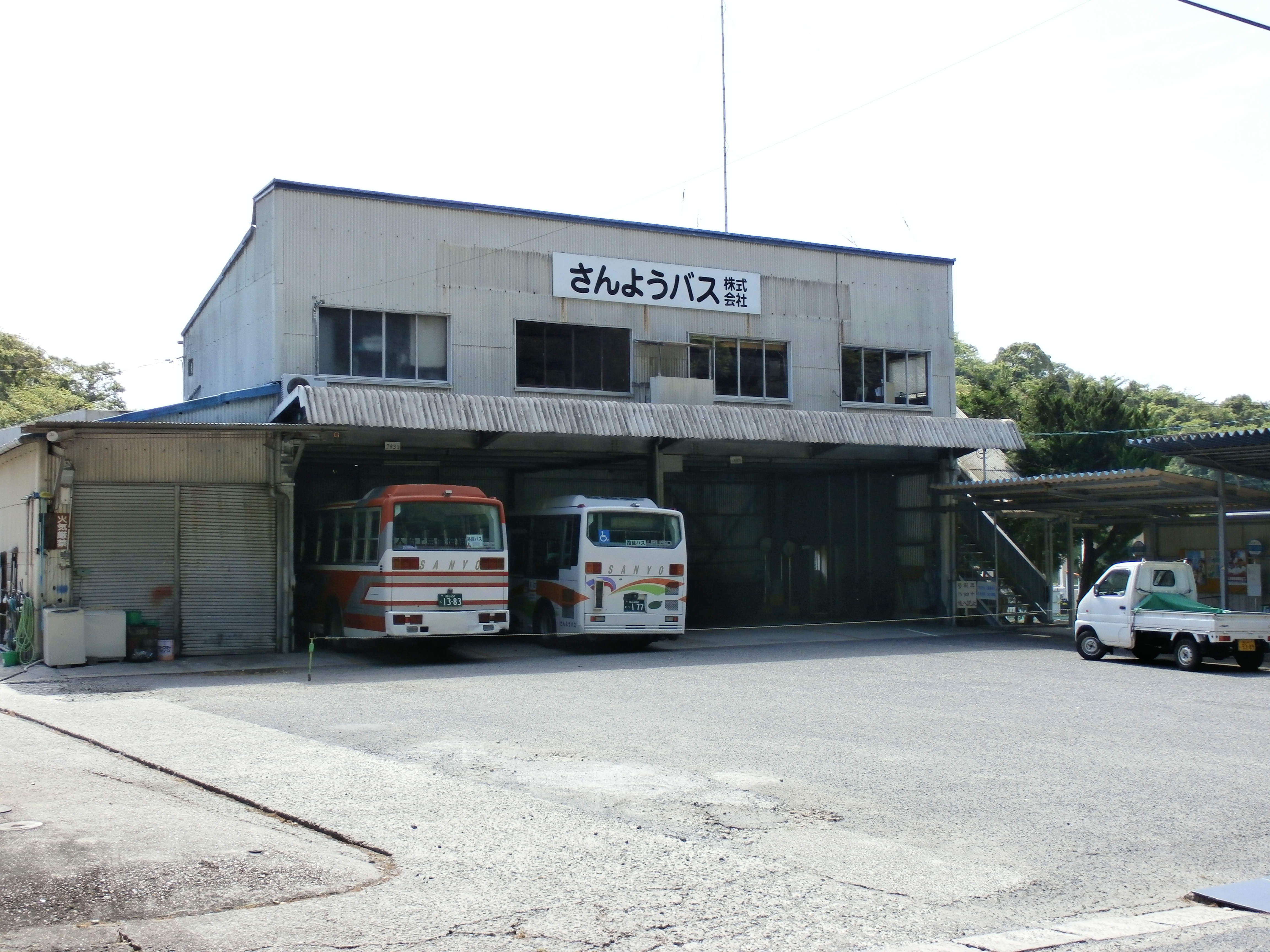
さんようバス
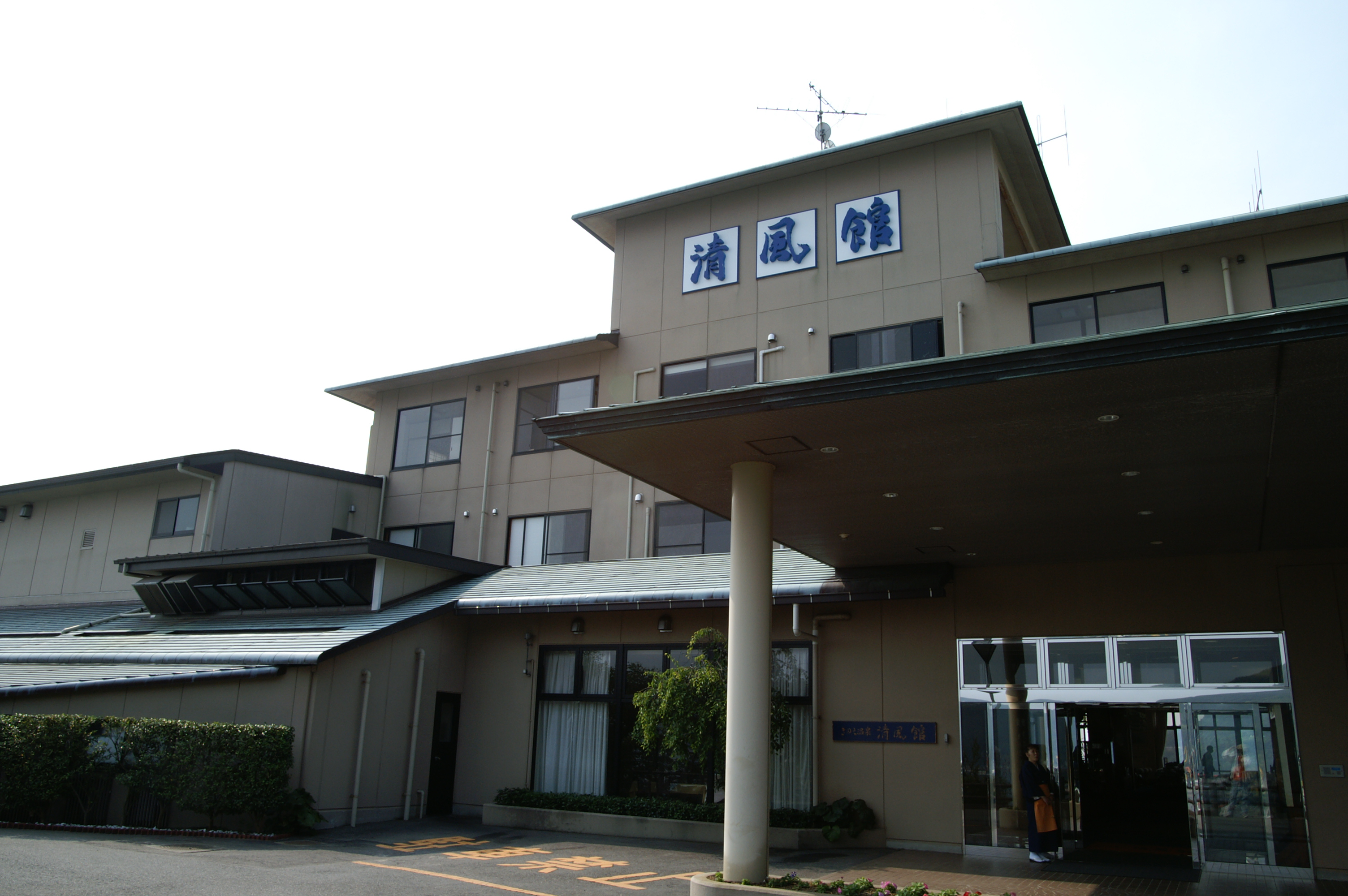
きのえ温泉 ホテル清風館

## 参考資料
- 古瀬清秀「大崎上島諸島における製塩遺跡について : 付編 広島県製塩土器出土地地名表および主要遺跡概要」（PDF）『内海文化研究紀要』第9号、広島大学文学部内海文化研究施設、1981年3月30日、56-87頁、ISSN 0386-3182、2016年10月21日閲覧。
- 望月圭介伝刊行会『望月圭介伝』羽田書店、1945年。2016年10月21日閲覧。
- 風呂本武典「離島交通と交通権 : 内海・本土近接型離島である広島県大崎上島を例に」（PDF）『交通権』第17号、交通権学会、2000年3月25日、49-60頁、ISSN 09125744、2016年10月21日閲覧。
- “広島県離島振興計画（平成２５年度～平成３４年度）” (PDF).   広島県 (2013年12月). 2015年6月26日時点のオリジナルよりアーカイブ。2016年10月21日閲覧。